# What About Me (Quicksilver Messenger Service)
| Recensione              | Giudizio    |
| ----------------------- | ----------- |
| AllMusic                | [ 1 ]       |
| Robert Christgau        | C-          |
| Ondarock                | [ 3 ]       |
| Sputnikmusic            | 3.3 (Great) |
| Piero Scaruffi          | [ 5 ]       |
| Dizionario del Pop-Rock | [ 6 ]       |
| 24.000 dischi           | [ 7 ]       |

What About Me è il quinto album dei Quicksilver Messenger Service, pubblicato nel dicembre del 1970 dalla Capitol Records.

## Tracce
Lato A
1. What About Me – 6:41 (Jesse Oris Farrow)
2. Local Color – 2:58 (John Cipollina)
3. Baby Baby – 4:37 (Jesse Oris Farrow)
4. Won't Kill Me – 2:29 (David Freiberg)
5. Long Haired Lady – 5:47 (Jesse Oris Farrow)

Durata totale: 22:32
Lato B
1. Subway – 4:25 (Jesse Oris Farrow)
2. Spindrifter – 4:32 (Nicky Hopkins)
3. God Old Rock and Roll – 2:30 (Jesse Oris Farrow)
4. All in My Mind – 3:40 (Gary Duncan, Jesse Oris Farrow)
5. Call on Me – 7:30 (Jesse Oris Farrow)

Durata totale: 22:37

## Formazione

### Gruppo
- Dino Valenti - voce, chitarre, percussioni
- Gary Duncan - voce, chitarre, organo, basso, percussioni
- John Cipollina - chitarre, percussioni
- David Freiberg - voce, chitarra, basso
- Nicky Hopkins - pianoforte (eccetto nei brani: What About Me, Baby Baby, Subway e Call on Me)
- Greg Elmore - batteria, percussioni

### Musicisti ospiti
- Mark Naftalin - pianoforte (brani: What About Me, Baby Baby e Call on Me)
- José Rico Reyes - conga, percussioni, voce
- Martine Fierro - sassofono tenore, sassofono alto, flauto
- Ron Taormina - sassofono baritono, sassofono soprano
- Frank Morin - sassofono tenore
- Ken Balzell - tromba
- Pat O'Hara - trombone